# Liste der Bodendenkmäler in Walpertskirchen
Auf dieser Seite sind die Bodendenkmäler in der oberbayerischen Gemeinde Walpertskirchen zusammengestellt. Diese Tabelle ist eine Teilliste der Liste der Bodendenkmäler in Bayern. Grundlage ist die Bayerische Denkmalliste, die auf Basis des Bayerischen Denkmalschutzgesetzes vom 1. Oktober 1973 erstmals erstellt wurde und seither durch das Bayerische Landesamt für Denkmalpflege geführt wird. Die folgenden Angaben ersetzen nicht die rechtsverbindliche Auskunft der Denkmalschutzbehörde.

## Bodendenkmäler der Gemeinde Walpertskirchen

### Bodendenkmäler in der Gemarkung Walpertskirchen
| Lage                       | Objekt | Akten-Nr.     | Bild |
| -------------------------- | --- | ------------- | ---- |
| Walpertskirchen (Standort) | Viereckschanze der späten Latènezeit. | D-1-7737-0051 |      |
| Walpertskirchen (Standort) | Viereckschanze der späten Latènezeit. Siehe auch: Keltenschanze D 1-7737-0052 | D-1-7737-0052 |      |
| Walpertskirchen (Standort) | Verebnete Grabhügel vorgeschichtlicher Zeitstellung. | D-1-7737-0145 |      |
| Walpertskirchen (Standort) | Verebneter Grabhügel vorgeschichtlicher Zeitstellung. | D-1-7737-0162 |      |
| Walpertskirchen (Standort) | Verebnete Grabhügel sowie Siedlung vor- und frühgeschichtlicher Zeitstellung. | D-1-7737-0293 |      |
| Walpertskirchen (Standort) | Untertägige mittelalterliche und frühneuzeitliche Befunde und Funde im Bereich der Katholischen Pfarrkirche St. Erhard von Walpertskirchen und ihrer Vorgängerbauten. Siehe auch: St. Erhard (Walpertskirchen) | D-1-7737-0295 |      |
| Walpertskirchen (Standort) | Untertägige mittelalterliche und frühneuzeitliche Befunde im Bereich der Katholischen Filialkirche St. Florian von Schwabersberg und ihres Vorgängerbaus. Siehe auch: St. Florian (Schwabersberg)              | D-1-7737-0306 |      |
| Walpertskirchen (Standort) | Hofwüstung des späten Mittelalters und der frühen Neuzeit (Urtl). | D-1-7737-0307 |      |
| Walpertskirchen (Standort) | Rechteckige Wall-Graben-Anlage der späten Latènezeit. | D-1-7737-0379 |      |